# 延平 (慕容麟)
延平（397年七月—十月）是十六國時期後燕君主慕容麟的年號，共計三個月，也是後燕的第五個年號。《晉書》與《通鑑》均未言建年號。王應麟《玉海》、鍾淵映《歷代建元考》、李兆洛《紀元編》、羅振玉《校增紀元編》皆載有「延平」一號。陶棟《歷代紀元考》作建平，事實上混淆了慕容盛的建平年號。
397年，北魏君主，魏王拓跋珪率領魏軍圍攻后燕首都中山，慕容寶率領部下出逃龍城，依然使用永康年號至398年。魏軍退卻后，後燕貴族慕容詳即皇帝位，改元建始。後來慕容詳被殺，另一貴族—趙王慕容麟自立，改元延平。同年，北魏再攻中山，慕容麟自去年號，投靠另一貴族—范陽王慕容德。
慕容麟後為慕容德下令殺死。

## 改元
- 建始元年——七月，慕容麟殺慕容詳奪位，改元延平元年。十月，慕容麟放中山，逃亡鄴城。[2][3][4]

## 紀年對照表
| 延平 | 元年  |
| ---- | ----- |
| 公元 | 397年 |
| 干支 | 丁酉  |

## 同期存在的其他政权年号
- 中國
  - 永康（396年－398年）：後燕—慕容寶之年號
  - 隆安（397年－401年）：東晉—晋安帝司马德宗之年号
  - 太初（388年－400年）：西秦—乞伏乾歸之年号
  - 皇初（394年－399年）：后秦—姚興之年号
  - 龙飞（396年－399年）：后凉—吕光之年号
  - 太初（397年－399年）：南凉—秃发乌孤之年号
  - 神玺（397年－399年）：北凉—段业之年号
  - 皇始（396年－398年）：北魏—魏道武帝拓跋珪之年号

## 深入閱讀
- 李崇智. . 北京: 中华书局. 2004年12月. ISBN 7101025129.
- 鄧洪波. . 臺北: 國立臺灣大學東亞經典與文化研究計劃. 2005年3月  [2022-01-03]. ISBN 9789860005189. （原始内容 (pdf)存档于2007-08-25）.

| 前一年號： 建始 | 後燕年號 397年 | 下一年號： -- |